# Resolució 1684 del Consell de Seguretat de les Nacions Unides
La Resolució 1684 del Consell de Seguretat de les Nacions Unides, adoptada per unanimitat el 13 de juny de 2006 després de reafirmar les resolucions 955 (1994), 1165 (1998), 1329 (2000), 1411 (2002), 1431 (2002), 1449 (2002), 1503 (2003) i 1534 (2004) sobre el Tribunal Penal Internacional per a Ruanda (TRIR), el consell va allargar els mandats d'11 jutges més enllà de les dates de venciment per completar els judicis en què estaven participant.

## Detalls
En el preàmbul de la resolució, el Consell de Seguretat va recordar que l'Assemblea General va escollir 11 jutges el gener de 2003 per complir un mandat de quatre anys al TPIR del 25 de maig de 2003 al 24 de maig de 2007 A més, tres jutges que van renunciar van ser substituïts posteriorment pel Secretari General Kofi Annan d'acord amb l'estatut del TPIR.
En resposta a una sol·licitud del secretari general, el Consell va ampliar els termes dels 11 jutges següents fins al 31 de desembre de 2008:
- Charles Michael Dennis Byron (Saint Kitts i Nevis)
- Asoka de Silva (Sri Lanka)
- Sergei Aleckseievich Egorov (Rússia)
- Mehmet Güney (Turquia)
- Khalida Rachid Khan (Pakistan)
- Erik Møse (Noruega)
- Arlete Ramaroson (Madagascar)
- Jai Ram Reddy (Fiji)
- William Hussein Sekule (Tanzània)
- Andrésa Vaz (Senegal)
- Inés Mónica Weinberg de Roca (Argentina)

Es va cridar als Estats amb nacionals que actuïn com a jutges del tribunal que estiguessin disponibles com a magistrats permanents fins al 31 de desembre de 2008, per tal de facilitar l'estratègia de finalització de tots els judicis al TPIR i al Tribunal Penal Internacional per a l'antiga Iugoslàvia (TPIAI) a per a la fi de l'any.